# 克拉伊納塞爾維亞自治州
克拉伊納塞爾維亞自治州是克羅埃西亞的一個塞爾維亞人自治州。這裡是克羅埃西亞國內主要的塞爾維亞人聚居區之一。1991年，克拉伊納塞爾維亞人自治州宣布獨立為克拉伊納塞爾維亞人共和國。南斯拉夫內戰結束後，該自治州被撤銷。